# Ara (Israël)
Pour les articles homonymes, voir Ara.
Ara (arabe : عارهه ; hébreu : עָרָה) est un village arabe en Israël, situé dans la région de Wadi Ara et dans le District d'Haïfa. Depuis 1985, il dépend de la ville de Ar'ara et de son Conseil local. 'Ara est au nord de l'Autoroute 65, entre Ar'ara et Kafr Qara. En 2004, sa population était de 4 600 habitants, tous Musulmans.